# Соволяно
Соволяно е село в Западна България. То се намира в община Кюстендил, област Кюстендил.

## География
Село Соволяно се намира в северозападната част на Кюстендилската котловина, в долината на река Бистрица, на 6 км северно от гр.Кюстендил, на шосето Кюстендил – Босилеград.
Едно от най-красивите кюстендилски села, с прекрасни климат и природа и самобитна архитектура.
Селото се състои от център и 4 махали: Кошарите, Марена, Любикова и Спротива.
Почвите са: канелени горски, черноземни смолници и алувиално-ливадни.
Климат – умерен, преходно-континентален, със средиземноморско влияние. Зимата е къса и не много студена. най-студен е месец януари със средна температура: – 7 градуса. Пролетта започва рано и към 10-15 март температурите се вдигат над 5 градуса. Лятото е продължително, сухо и топло. Най-горещ е месец юли със средна температура 21,3 градуса. Есента е слънчева и суха, хубавото време се задържа до края на ноември. Над селото не преминават силни ветрове и въздушни течения. Валежите са около 610 л. на m² годишно. Най-много слънчеви дни има през месец август, най-много мрачни – през месец декември. 
За името на селото има различни обяснения. Според едни произлиза от латинската дума „sovoles“ – издънка, клон, според други – по името на птицата „сова“, или от „сокол“, или от „соболец“ – лалугер. Според друго предание, местното население снабдявало града с месо, сирене, брашно и други селскостопански стоки, които соволчани превозвали с волски каруци. При пристигането им, посрещали колите с възгласи „Идат со вол-ците“.
През годините селото принадлежи към следните административно-териториални единици: Община Соволяно (1883-1958), Община Жиленци (1958-1959), Община Соволяно (1959-1978), Община Драговищица (1978 – 1987), Община Кюстендил (от 1987 г.). 

## Население
| Година    | 1866 | 1880 | 1900 | 1926 | 1934 | 1946 | 1956 | 1965 | 1975 | 1985 | 1992 | 2001 | 2010 | 2020 |
| Население | 502  | 713  | 1016 | 1284 | 1273 | 1318 | 1197 | 1146 | 1105 | 1047 | 1001 | 955  | 935  | 1009 |

По данни от преброяването през 2011 г. в селото живеят 937 души, от които 920 души (99,6%) - българи. Според последни данни от (НСИ - 15/11/2020), населението на селото надброява 1000 души. След значителен спад в броя на населението на региона за “периода на прехода” от 1990г. до 2015г., дължащ се главно на тенденцията - преселване/емигриране на населението в близки и далечни градове, както и чужбина, също и поради застаряващото население; за последните (5-7) години обаче, в селото се наблюдава обратното, смъртността намалява, докато раждаемостта се увеличава. Средно годишно в Соволяно се раждат около 25 бебета (2.6% прираст), а умират около 14 души (1.4% смъртност). В допълнение, за последните 10г. има и ръст в пазара на недвижими имоти за територията на Соволяно и преселване на семейства от други места (предимно българи), дължащи се главно на спокойствието и близостта на селището до град Кюстендил (5км).

## История
Няма запазени писмени данни за времето на възникване на селото. Останките от антично селище и късносредновековна крепост в землището свидетелстват, че района е населяван от дълбока древност. Соволяно е старо средновековно селище.
В стар запис от 1448 г. се споменава с името Севален. В турски данъчни регистри от 1570 и 1576 г. е записано под името Соволяни и Соволяна към кааза Ълъджа (Кюстендил). В руска триверстова карта от 1878 г. е с името Соволяно.
През 1834 г. е построена църквата „Свети Теодор Тирон“, втората църква построена в района през първата половина на ХІХ век, след митрополитската „Успение Богородично“ в гр. Кюстендил през 1816 г.
През 1858 г. в частна къща е открито училище от местния свещеник Васил Димитров. Основано е читалище „Светлина“ (1871), второто в района след това в гр. Кюстендил. Целта на читалището е „умствено, нравствено и стопанско издигане“ на членовете му. През 1874 до църквата „Свети Теодор Тирон“ построили едноетажно паянтово училище с четири стаи. Заплатата на учителя се плащала от църковното настоятелство.
Преди Освобождеието в селото имало 8 големи турски чифлика:на Шамед-аа, Карловалията, Ибрахим бей, Салията, Амид ага, Мазневия на Юнуз бег и на Мела мехмед-аа. Чифликчиите турци живеели в Кюстендил. След Кримската война (1853-1856) турското правителство заселило в Соволяно около 30 семейства кавказки черкези, които били лоши земеделци, но изкусни конекрадци. През 1877 г. след падането на Плевен, черкезите избягали към Македония.
Освобождението дава силен подтик за общественото, култуното и икономическото развитие на селото. През 1883 г. се създава Соволската селска община, към която влизат селата Соволяно, Мазарачево, Скриняно, Николичевци и Копиловци. От 1885 г. се създава общинска селска полиция.
През 1885 г. е построена втора църква в селото – „Свети Атанасий“. Поставено е началото на театрална дейност, като през 1885 г. читалището поставя няколко пиеси. През 1895 г. към читалището е уредена и публична читалня.
В края на XIX век селото има 11483 декара землище, от които 7051 дка ниви, 2595 дка гори, 228 дка естествени ливади, 894 дка овощни и зеленчукови градини и 750 дка лозя и се отглеждат 929 овце, 337 говеда и 109 коня. Основен поминък на селяните са земеделието (овощия, тютюн, зърнопроизводство) и животновъдството. Развити са домашните занаяти. В селото работят терзии, воденичари, валявичари, колари, ковачи, дюлгери, пекари, кацари, кожухари, дърводелци и дограмаджии, налбанти, банцикари, кошничари, бакали, комисионери и джамбази (търговци на добитък). През първата четвърт на ХХ век занаятчийския еснаф в селото брои над 50 души.
През 1905 г. е открита мина „Соволяно“ за добив на въглища, която е закрита впоследствие поради липса на транспорт. Впоследствие добива на въглища се възобновява през 1921 и 1945-1955 г. След изчерпване на каменовъгления пласт през 1955 г. рудник „Соволяно“" е закрит окончателно.
През 1906 г. е учредена Земеделска спестовно-заемна каса „Бистрица“. През 1924 г. земеделската каса е преименувана в Кредитна кооперация „Бистрица“. Кооперациата изкупува и търгува с плодове и селскостопонски произведения, открива консервна работилница, провежда курсове по говарство, шев, доставя киномашина в селото, организира културно-просветни мероприятия. След 1944 г. построява сграда с 2 магазина. След въвеждане на държавния монопол в банковото дело (1947), през 1948 г. става всестранна кооперация, през 1952 г. – селкооп, а през 1960 г. влиза в състава на РПК „Наркооп“ – гр. Кюстендил.
От 1912 г. селската община назначава нощна стража за опазване на имотите и реколтата, през 1914 г. се определя постоянно място за клане на добитъка. През 1920/21 г. се построява Цуцуранската воденица, оборудвана с водна турбина за регулиране на водата и гатер (дъскорезница).
През 1921/22 г. в селото се открива прогимназия, която да обслужва нуждите на учениците от соволската селска община с новопридадените села Блатец, Лисец и Дождевица.
Учредени са Гимнастическо дружество „Соволски юнак“ (1906), Туристическо дружество (1921), Земеделско-скотовъдно дружество (1924), Младежко християнско дружество (1939), въздържателно дружество (1939) и др., които развиват активна обществена дейност.
През 1923 г. е открита пощенска станция и е построена нова двуетажна училищна сграда с 15 учебни стаи и театрален салон.
През 1924 г. е утвърден дворищно-регулационния план на селото. На Общинското управление са възложени редица отговорности и задачи по опазване на реда и спокойствието, както и в сферите на благоустрояването, здравеопазването, образованието и съобщенията. Забранява се под страх от глоба работата на служебните учреждения и полската работа в неделния ден (1934), въвежда се данък за притежаването на кучета (1935). През 1939 г. се въвежда забрана за употребата на месо и месни продукти през дните сряда и петък по всяко време на годината; забраната се отнася както за обществените заведения, така и за частните домове. Забраняват се гърмежите по какъвто и да било повод по всяко време на денонощието (1939). Благоустрояването на селото се финансира както от държавата, така и чрез самооблагане и въвеждане на задължителна трудова повинност. През 1938 г. е одобрен нов дворищно-регулационен план на селото.
Прокарва се телефонна връзка с гр. Кюстендил (1934). През 1934/35 г. е открита училищна трапезария, в която се хранят 70 бедни ученици.
През 1938 г. в село Соволяно има 3 воденици, 1 дъскорезница, 3 тепавици, 2 магазина, 2 кръчми, читалище с 2145 тома книги, кариера за камъни, 2 църкви, училище, участъков лекар, общинска аптека. След 1940 г. е разширена главната улица, направени са 2 моста на река Бистрица. Селото е водоснабдено (1936) и електрифицирано (1942).
През 1948 г. се открива лятна детска градина за предучилищна възраст с 35 деца. През 1953 г. е построена нова читалищна сграда. Разкриват се пощенска станция и здравна служба.
През 1956 г. е учредено ТКЗС „Първи май“, което от 1979 г. е включено в състава на АПК „Драговищица“ – с. Драговищица. Построени са водомерна станция на р. Бистрица, детска градина (1977), ресторант, както и множество нови частни и обществени сгради. Главните улици на селото са асфалтирани (1960-77). В центъра на селото е уреден парк за отдих (1980). През 2008 г. в парка е изграден нов параклис „Свето Благовещение“. Селото е благоустроено, запазени са множество къщи от началото на ХХ век, които се отличават със самобитна архитектура.
През последните години в землището на селото се засаждат нови черешови и сливови насаждения. Перспективите за развитие на селото са свързани с овощарството и развитието на селски и църковен туризъм.

## Исторически, културни и природни забележителности
- Възрожденска църква „Свети Теодор Тирон“. Намира се в центъра на селото, до стадиона. Изградена през 1834 г. върху основите на по-стар храм. Еднокорабна, едноапсидна сграда, вкопана на три стъпала в земята. Иконостасът е с оригинална конструкция и интересни икони, които са колоритни и със сложно хармониране на тоновете.
- Църква „Свети Атанасий“. Намира се в северния край на селото, от ляво на шосето за с. Драговищица. Построена е през 1885 г. в имота на Станоя Вучков. Частично е стенописана, поставени са резбован иконостас и икони през 1897 г.
- Параклис „Свето Благовещение“. Намира се в центъра на селото. Построен е в памет на народния певец Благовест Порожанов, който е израсъл в селото, и осветен на 25.03.2008 г.
- Оброк „Свети Петър“ – в близост до селските гробища, където личат основите на малка средновековна църква.
- Аязмо (Света вода) – в местността „Джаро“.
- Владишката кула. Намира се в центъра на селото. построена е през 1864 г. в чифлика на кюстендилския митрополит Игнатий. Паметник на културата.
- Паметник на загиналия през Руско-турската война (1877 – 1878) руски войник Фьодор Фьодорович.

## Религии
Село Соволяно принадлежи в църковно-административно отношение към Софийска епархия, архиерейско наместничество Кюстендил. Населението изповядва източното православие.

## Обществени институции
- Кметство Соволяно.
- Читалище „Светлина“ – действащо читалище, регистрирано под номер 544 в Министерство на културата на Република България Дейности: народен хор, състав за изворен фолклор; библиотека – 18212 тома.

## Личности
- Игнатий Кюстендилски (неизв.-1886), родом от с. Караагач, Одринско, кюстендилски митрополит (1861 – 1869). След 1869 г. до смъртта си 1886 г. живее в чифлика си в с. Соволяно – в т.нар. Владишка кула.
- Иванчо Ангелов Марин, първият кмет на Соволската селска община (1883 – 1887).
- Михаил Саев (1850-1927) свещеник и учител в с. Соволяно в продължение на 55 години.
- Иван Момчилов (1888-1966), адвокат и политик, участник в акцията по спасяването на българските евреи през 1943 г.;
- Димитър Долбински (1894-1964), адвокат, земеделец, народен представител в XXIII народно събрание;
- Крум Василиев Долбински (1924-2008), ветеринарен лекар. Завършил Ветеринарен факултет при Селскостопанска Академия – София през 1950 г. Участник във Втората световна война.
- Здравко Тонев (р.1933), офицер от ВВС, пръв краевед и историограф на с. Соволяно.
- Димитър Манов (р.1941) – Хореограф, носител на „Световен Оскар за Фолклор“ за 2012 г. – двукратен носител на орден „Кирил и Методий – първа степен“ – носител на плакет на комитета за култура – носител на „Златна лира“ на Съюза на българските музикални и танцови дейци в България –„Заслужил артист на НР България“

## Редовни събития
- Земляческа среща (събор) – провежда се ежегодно през последната събота на месец септември с много музика, танци и веселби.

## Кухня
Традиционни местни ястия са:
- Кисело (цигански таратор) – приготвя се от млад кромид лук, надробен във вода с оцет.
- Клин-чорба – супа, която се приготвя от картофи, домати, лук и пиперки от сурова туршия.
- Качамак – приготвя се от царевично брашно, препържено масло; сервира се с кисело мляко или пръжки.
- Мачкан (турска попара) – приготвя се от натрошен стар хляб, изпържен в мас.
- Зелник – приготвя се със зеле, киселец, коприва праз лук, тиква и др.
- Тарана (народна юфка) – приготвя се от сушени на слънце тестени кори.
- Кията погача – приготвя се с наложени кори, яйца и сирене.